# Orazio Pedrazzi
Orazio Pedrazzi (Travo, 11 agosto 1889 – Firenze, 6 ottobre 1962) è stato un giornalista, scrittore e politico italiano.
Fu deputato nella Legislatura XXVII del Regno, corrispondente di guerra, inviato speciale, ministro plenipotenziario ed ambasciatore.

## Cronologia
Giornalista, Scrittore, Deputato al Parlamento, Ambasciatore d'Italia, Cavaliere del Sovrano Militare Ordine di Malta, Cavaliere di Gran Croce dell’Ordine della Corona d’Italia, Cavaliere dell’Ordine dei SS. Maurizio e Lazzaro, Cavaliere dell’Ordine Coloniale della Stella d’Italia, Croce al Merito di Guerra.
- 1919: Capo Ufficio Stampa di Gabriele D'Annunzio “Fiume d'Italia”
- 1927: Console Generale a Gerusalemme, Palestina
- 1928: Console Generale a Tunisi e Praga, Inviato Straordinario e Ministro Plenipotenziario
- 1932: Ambasciatore a Santiago, Cile
- 1935: Ambasciatore a Madrid, Spagna

## Opere
- Guida del Mugello, Andreani Alberto, Soc. Tip. Florentina, Firenze, 1912.
- Dalla Cirenaica all'Egeo, 1913.
- La conquista della Libia / Narrata ai Giovani, R. Bemporad e Figlio, Firenze, 1913.
- Sulla Linea del Fuoco, Bemporad, Firenze, 1914.
- Gli Agricoltori Italiani in Tunisia, Rivista Coloniale, 1915.
- La proprietà rurale degli italiani in Tunisia, Rivista Coloniale, 1915.
- L'Africa dopo la guerra e l'Italia, Pellas, Firenze, 1917.
- L' Alto Adige e i tedeschi, Roma: presso la Reale Società Geografica Italiana, 1917.
- La Dalmazia e gli Slavi del Sud, 1917
- Nelle Fertili Regioni del Nord-Eritreo: Appunti di viaggio, 1917
- Franchetti Leopoldo, biografia, Firenze, 1917.
- Centri ed Industrie della Colonia Eritrea, (Istituto Coloniale italiano. Sezione studi e propaganda), 1918.
- Problemi dell'emigrazione italiana agli Stati Uniti, 1919.
- La Sardegna e i suoi problemi, Treves, Milano, 1922.
- La Nazione Ceca, Monografía, Napoli, 1922.
- L'Italia e l'Oriente Mediterraneo, Discorso alla Camera dei deputati, 1925.
- I Nostri Fratelli Lontani, Segreteria Generale Dei Fasci All'Estero, Roma - Anno VII (1929).
- La Conquista della Libia, R. Bemporad e Figli, Firenze, 1930.
- Accion Española, Antologia, 1931-1937.
- Praga, Monografía, Istituto di Cultura Italiana, Praga, Cecoslovacchia, 1932.
- Terra di Dio, Romanzo, Prima Edizione, Mondadori, Milano, 1933.
- Roma alla testa del Secolo, Edizioni del Fascio di Santiago, Santiago, Cile, 1933.
- Prosa Italiana Moderna e Contemporanea, Antología, Santiago, Cile, 1934.
- La Stella Solitaria, Coste Latine del Pacifico, Madrid, 1936.
- Latinidad, 1937
- Castelli di Bohemia e di Moravia, Vallecchi, Firenze, 1938.
- Racconti dell'Italia lontana, Illustrazioni del pittore Aleardo Terzi, 1940.
- Spagna di Dio, Garzanti, Milano. Sansoni, Firenze, 1941.
- Italiani nel Mondo, (A Cura di Jolanda Blasi) Sansoni, Firenze, 1942.
- Noi Pecore Nere, Movimento Sociale Italiano, Stampa, Firenze, 1953.
- La dinastia dei Medici e il Mediterraneo, Estratto da L'Universo, 1958.
- Un Gesuita a Ischia, Rassegna Stampa, da il Piccolo 25.11.1960.